# Zecchino d'Oro 1981
Il ventiquattresimo Zecchino d'Oro si è svolto a Bologna dal 19 al 21 novembre 1981.
È stato presentato da Cino Tortorella.
Dopo otto anni la Rai torna a trasmettere in televisione integralmente tutte e tre le serate della manifestazione.

## Brani in gara
- A mosca cieca (Shoo, fly) ( Stati Uniti) (Testo: Luciano Beretta, Albano Bertoni/Musica: Sergio Parisini) - Michael Burke
- Il fabbro del paese (Pajalaulu) ( Finlandia) (Testo: Alberto Testa/Musica: Giordano Bruno Martelli) - Sara Backberg
- Itik-Itik (Itik-Itik) ( Filippine) (Testo: Alberto Testa/Musica: Giovanni Alceo Gualtelli) - Erik Kuhonta
- La baby radio (Testo: Sauro Stelletti/Musica: Corrado Castellari) - Ivan Vespa (6 anni)
- La piramide (Testo: Vittorio Sessa Vitali/Musica: Giordano Bruno Martelli) - Fabio Floritelli, Filippo Leonardi e Nicole Rivano
- Ma che magia! (Testo: Vittorio Sessa Vitali/Musica: Corrado Castellari) - Simona Peluffo
- Magunda (Embuzzi zinalira wa?) ( Uganda) (Testo: Giorgio Calabrese/Musica: Claudio Valle) - Grace Ssentongo e Gertrude Ssentongo
- Ninna nanna, malandrino (Testo: Vittorio Sessa Vitali/Musica: Memo Remigi) - Nadia Fantino (6 anni)
- Per una frittella (Testo: Mara Maretti Soldi/Musica: Nicola Aprile) - Maria Ylenia Dimito (4 anni) e Antonella Massaro (8 anni)
- Un gallo del Portogallo (Os olhos da Marianita) ( Portogallo) (Testo: Dante Panzuti/Musica: Giordano Bruno Martelli) - Isabel Patricia De Sousa (6 anni)
- Una mela a metà (Los abuelos) ( Spagna) (Testo italiano: Luciano Beretta) - Daniel Puig Rivas
- Zia Nena (Testo: Luciano Beretta/Musica: Giordano Bruno Martelli) - Marco Mezzadri